# توماس ليمار
توماس ليمار (بالفرنسية: Thomas Lemar)‏ مواليد 12 نوفمبر 1995 في باي-ماؤو، غوادلوب، هو لاعب كرة قدم فرنسي يلعب مع أتلتيكو مدريد الإسباني كحارس مرمى منذ يونيو 2018. مثّل منتخب فرنسا لكرة القدم. بدأ توماس ليمار مسيرته الرياضية عام 2013 مع نادي كاين.

## مسيرته الكروية

### كان
ظهر ليمار لأول مرة في المباراة الافتتاحية لموسم 2013–14 ببطولة الدوري الفرنسي الدرجة الثانية برفقة نادي كان في 2 أغسطس 2013 ، ليحل محل جيروم روتن بعد 78 دقيقة في فوز 3-1 على أرضه امام نادي ديجون.

### موناكو

#### موسم 2015–16
في 1 يوليو 2015 ، انضم ليمار رسميًا إلى نادي موناكو مقابل رسوم غير معلنة. 
سجل هدفه الأول للنادي في 22 أغسطس 2015 ، حيث سجل هدف التعادل في مباراة انتهت بنتيجة 1-1 امام نادي تولوز. 
في 20 سبتمبر، سجل ليمار في الخسارة 2–3 على أرضه أمام نادي لوريان. 
بعد أربعة أيام، سجل ليمار هدفًا في فوز موناكو 3-2 ضد نادي مونبلييه على ملعب دي لا موسون. في 17 يناير 2016 ، سجل في الفوز 2-0 خارج أرضه ليفوز على نادي لوريان. في 4 مارس، سجل ليمار الهدف الافتتاحي في تعادل موناكو 2-2 مع نادي كان وهو ناديه السابق.

#### موسم 2016–17

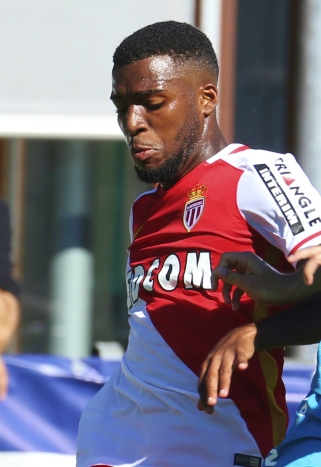
ليمار بالقميص الأساسي لموناكو في عام 2016

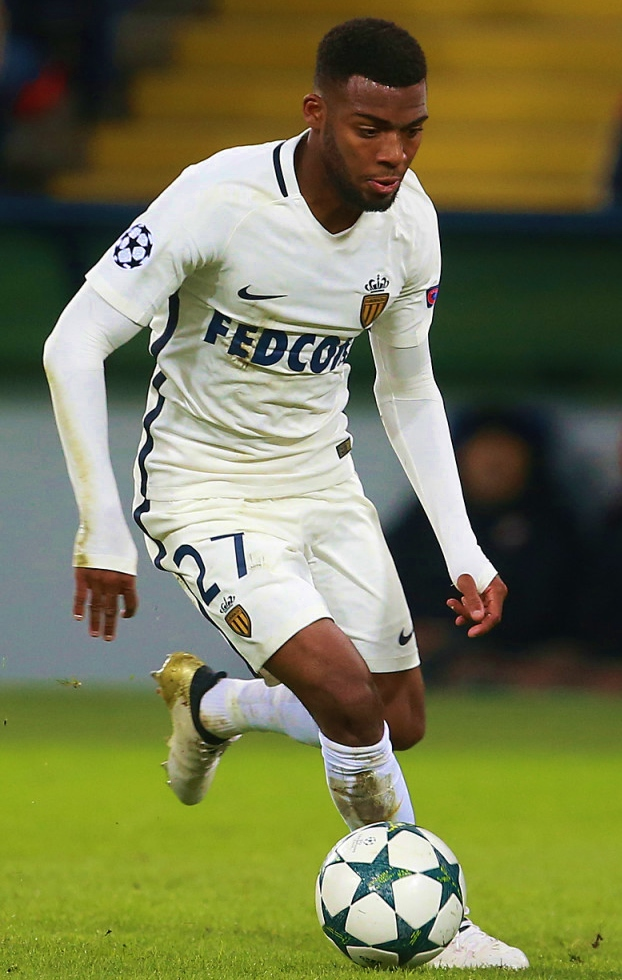
ليمار بالقميص الإحطياطي لموناكو في عام 2016

في 14 سبتمبر 2016 ، سجل ليمار هدفه الأول هذا الموسم في فوز موناكو 2-1 خارج أرضه على النادي الإنجليزي توتنهام هوتسبر في بطولة دوري أبطال أوروبا. 
بعد ثلاثة أيام، سجل هدفين في فوز موناكو 3-0 على نادي رين. 
في 1 أكتوبر، سجل الهدف الافتتاحي في فوز موناكو 7-0 خارج أرضه على نادي ميتز. في 21 أكتوبر، سجل الهدف الخامس في فوز موناكو بنتيجة 6-2 على نادي مونبلييه ، وفي 18 نوفمبر، سجل في فوز موناكو 3-0 على نادي لوريان. 
في 22 نوفمبر، سجل ليمار هدف الفوز في مباراة إنتهت بنتيجة 2-1 لصالح موناكو على نادي توتنهام هوتسبير، حيث سجل في الدقيقة 53 بعد دقيقة واحدة من تعادل توتنهام عن طريق هدف هاري كين في الدقيقة 52.
في 15 يناير 2017 ، سجل ليمار هدفًا في فوز موناكو بنتيجة 4-1 على نادي أولمبيك مارسيليا ، مما دفع موناكو إلى صدارة جدول الترتيب ببطولة الدوري الفرنسي. 
في 1 فبراير، سجل ليمار في فوز موناكو 5-4 ببطولة كأس فرنسا على نادي شامبلي الذي كان يلعب ببطولة الدوري الفرنسي الدرجة الثالثة. 
في 1 مارس، سجل ليمار هدف الفوز في الفوز 4-3 وقت إضافي خارج أرضه على نادي أولمبيك مارسيليا  في كأس فرنسا بالدور الستة عشر. في 1 أبريل، سجل ليمار في نهائي كأس الرابطة ضد نادي باريس سان جيرمان ، وسجل هدف التعادل في الدقيقة 27 ، لكن في النهاية خسر موناكو النهائي بنتيجة 4-1. 
أنهى ليمار الموسم برصيد 14 هدفا في جميع المسابقات.

#### موسم 2017–18
في نافذة الانتقالات الصيفية لعام 2017 ، تم ربط ليمار لأندية ب‍الدوري الإنجليزي الممتاز على رأسهل أندية مثل ليفربول وأرسنال ، على الرغم من عدم التوصل إلى اتفاق مطلقًا. في 29 يونيو، رفض موناكو عرضًا بقيمة 31 مليون جنيه إسترليني من أرسنال، وفي أواخر أغسطس، رفض موناكو عرضًا أخر من ليفربول بقيمة 65 مليون جنيه إسترليني. قدم أرسنال عرضًا أخيرًا بقيمة 100 مليون يورو لكن اللاعب رفض الانتقال إلى أرسنال.
في 28 أكتوبر 2017 ، سجل ليمار هدفه الأول هذا الموسم في فوز موناكو 2-0 على نادي بوردو. في 15 ديسمبر، سجل ليمار الهدف الثاني في فوز موناكو 4-0 على نادي سانت إتيان. في 9 يناير 2018 ، سجل ليمار هدفًا في مباراة خارج أرضه بالفوز 2-1 على نادي نيس في بطولة كأس الرابطة.

### أتلتيكو مدريد
في 18 يونيو 2018 ، أكد نادي أتلتيكو مدريد الإسباني أنه تم التوصل إلى اتفاق مع موناكو بشأن انتقال ليمار.
في 27 يوليو، نجح ليمار في اجتياز الإختبارات الطبية، وانضم إلى النادي مقابل رسوم تبلغ 70 مليون يورو. 
في 22 سبتمبر، سجل ليمار هدفه الأول في الدوري مع أتلتيكو ضد نادي خيتافي في الفوز 2-0 خارج الأرض، حيث سدد أيضًا الكرة التي أدت إلى أن جعلها حارس مرمى خيتافي دافيد سوريا هدفًا في مرماه. أنهى ليمار 2018–19 بتسجيله ثلاثة أهداف في جميع المسابقات. 
في موسم 2019-20 ، ظهر ليمار في 29 مباراة في جميع المسابقات، ومع ذلك فقد أنهى الموسم بدون أهداف أو تمريرات حاسمة. 
في 5 ديسمبر 2020 ، سجل ليمار الهدف الافتتاحي لفريقه ضد ريال بلد الوليد في فوز 2-0 ، منهياً سلسلة من 45 مباراة على مستوى النادي دون تسجيل أي أهداف حيث استمرت من أبريل 2019.
في موسم 2020-21 ، حيث بدأ المدرب دييغو سيميوني بتجربة تشكيل 3-5-2 ، أصبح ليمار بشكل مفاجئ لاعبًا أساسيًا في مركز الجانب الأيسر للاعب وسط على الرغم من المنافسة الشرسة بينه وبين ساؤول نيغيز على هذا المركز.

## روابط خارجية
- توماس ليمار على موقع الاتحاد الدولي (مؤرشف)  (الإنجليزية)
- توماس ليمار على موقع الاتحاد الأوربي (الإنجليزية)
- توماس ليمار على موقع قاعدة بيانات كرة القدم.إي يو (الإنجليزية)
- توماس ليمار على موقع ليكيب (الفرنسية)
- توماس ليمار على موقع ناشيونال فوتبول تيمز (الإنجليزية)
- توماس ليمار على موقع Soccerbase.com (لاعب) (الإنجليزية)
- توماس ليمار على موقع Soccerway.com (الإنجليزية)
- توماس ليمار على موقع عالم كرة القدم.نت (الإنجليزية)
- توماس ليمار على موقع AS.com (الإسبانية)